# Triacetelus emarginatus
Triacetelus emarginatus là một loài bọ cánh cứng trong họ Cerambycidae.